# Nadruk

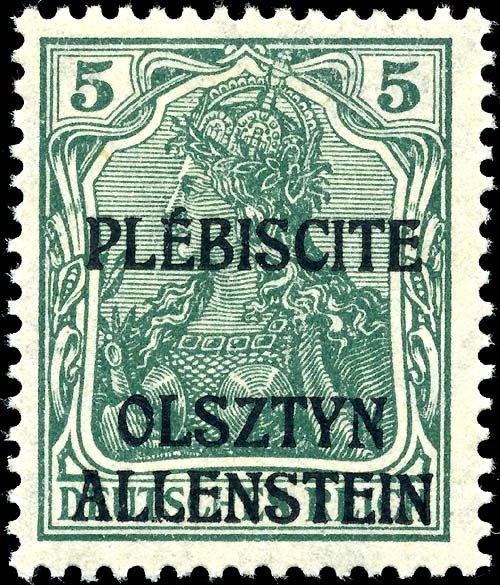
Znaczek niemiecki z 1920 z nadrukiem z okresu plebiscytu na Warmii i Mazurach

Nadruk – pojęcie z zakresu filatelistyki – występuje w postaci tekstu, niekiedy z rysunkami. Celem nadruku może być zmiana przynależności pocztowej, zmiana charakteru znaczka lub całostki, zmiana waluty nominału, zmiana wartości nominalnej, utworzenie wydań dobroczynnych, ograniczenie obrotu do określonego obszaru itd.